# Connie Talbot
Pour les articles homonymes, voir Talbot (homonymie).

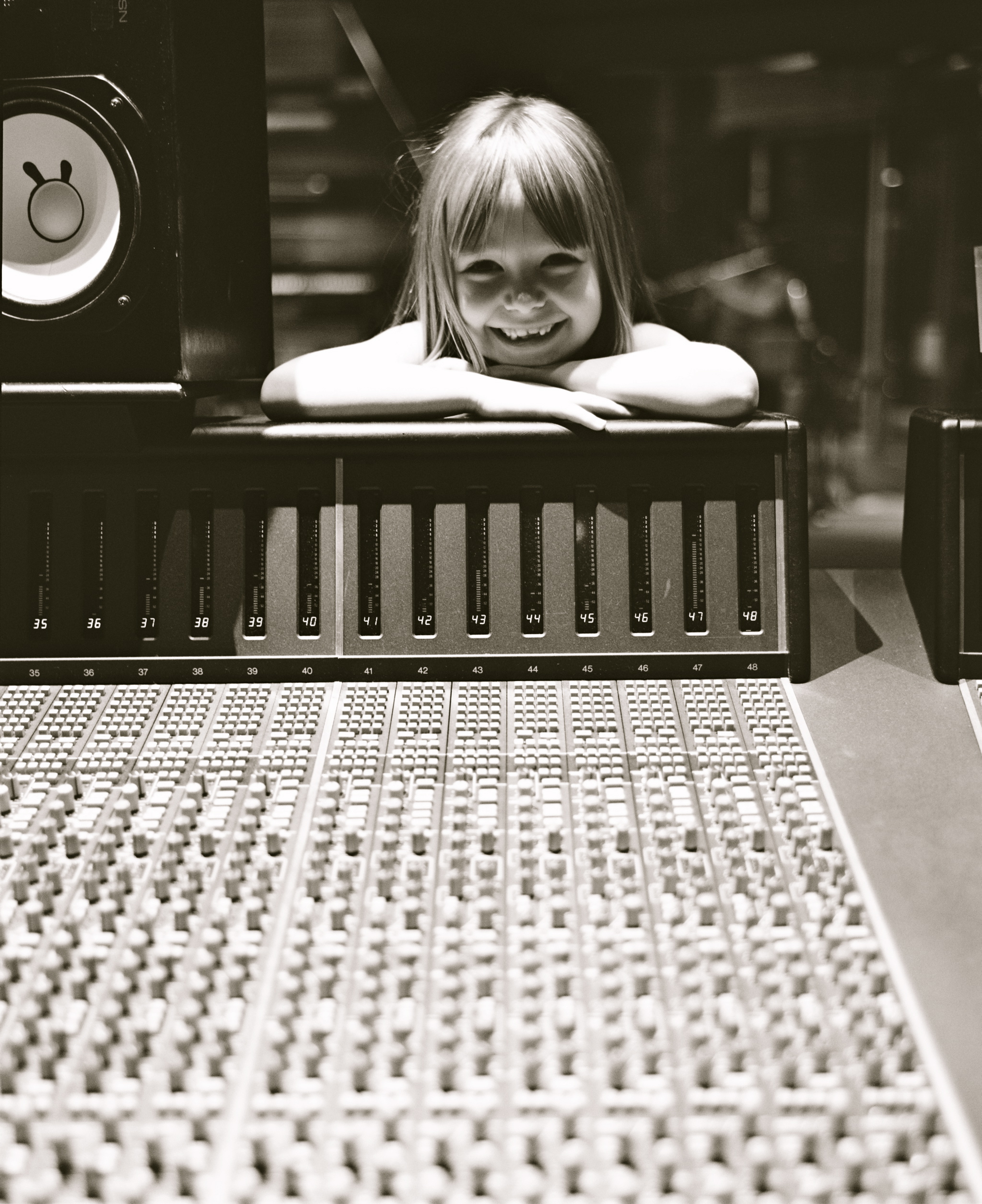
Connie Talbot aux studios Olympic le 12 octobre 2007

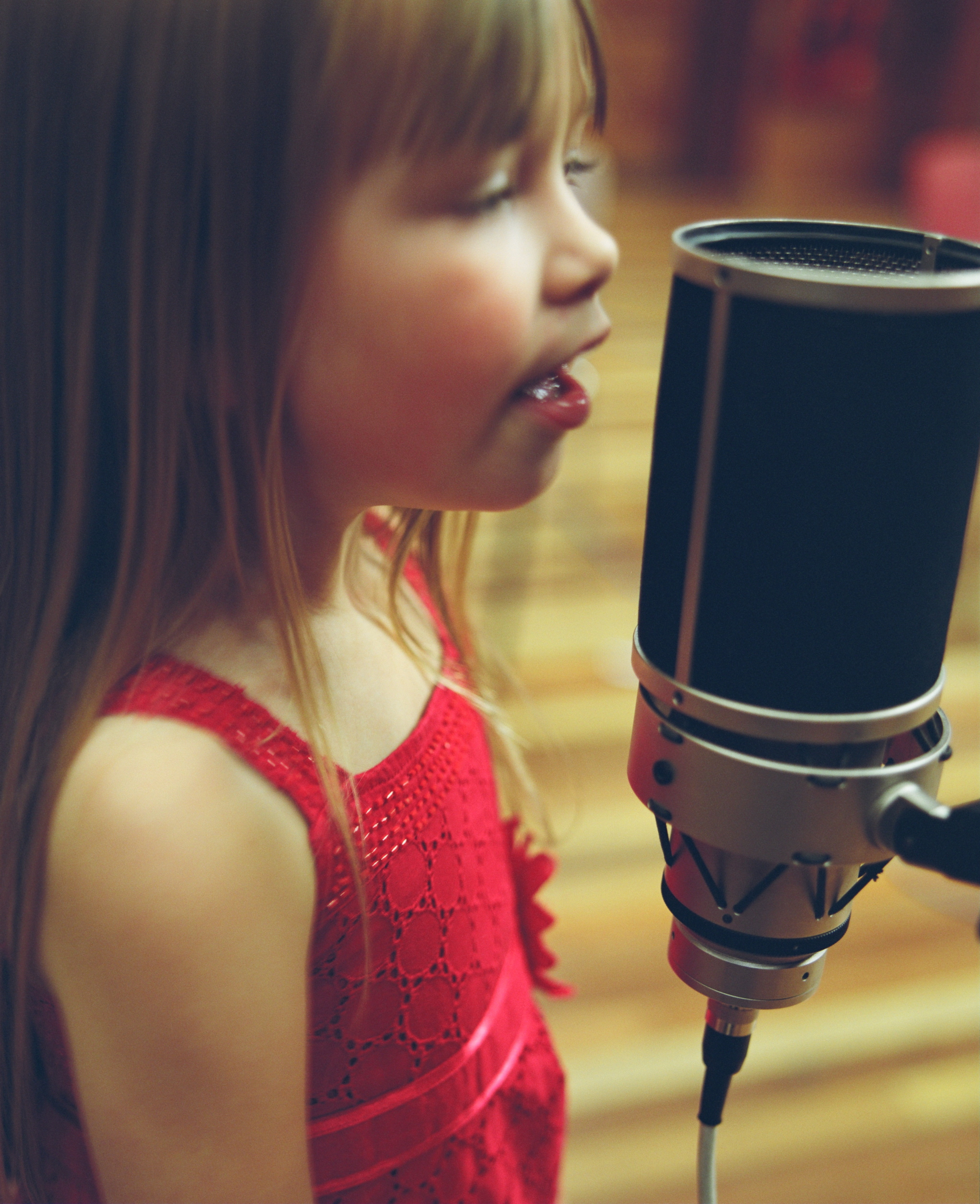
Connie Talbot enregistrant la musique Smile

Connie Talbot, née le 20 novembre 2000 à Streetly (en), Midlands de l'Ouest, est une chanteuse britannique qui a participé à la saison 1 de Britain's Got Talent à l'âge de six ans en 2007, et est arrivée à la 2e place. Elle chante chez elle puis les partage via YouTube.

## Biographie

### Famille et débuts
Connie Talbot est issue d'une famille modeste des Midlands de l'Ouest, en Angleterre et vit avec sa mère, Sharon, et son père, Gavin, ingénieur de maintenance. Elle a un frère, Joshua, et une sœur, Mollie. C'est sa grand-mère qui lui a transmis la passion du chant. Ensemble, elles aimaient reprendre leur chanson favorite, Over the Rainbow, issue du film Le Magicien d'Oz. Connie reprendra cette chanson lors des funérailles de sa grand-mère. Cependant ses parents n'ont été mis au courant de son talent que bien plus tard, par le biais de son instituteur.

### Britain's Got Talent
Lors de sa première audition au programme Britain's Got Talent, elle chanta sa chanson préférée, Over The Rainbow. Simon Cowell, membre du jury et idole de la petite fille, la décrira par la suite comme pure magie. Puis en demi-finale, elle reprit le tube de Michael Jackson Ben. Enfin, en finale, elle chanta pour la seconde fois Over The Rainbow.
Elle finit le concours à la seconde place derrière le chanteur d'opéra Paul Potts. Mais l'émission lui permet d'être repérée par Simon Cowell, qui lui propose un contrat avec Sony BMG. Le label se retire par la suite, la jugeant trop jeune.

### Conséquences de l'émission
Le 10 juin 2008 sortit son tout premier single, Three Little Birds, qui est une reprise de la chanson de Bob Marley extraite de l'album Exodus. Son deuxième album, Connie Talbot's Christmas Album, est sorti le 28 novembre 2008. Cet album est composé de chants de Noël et a été enregistré au milieu de cette année[Laquelle ?]. Il a réussi[Quoi ?] à la fois en Asie et aux États-Unis, et le troisième album de Connie, Holiday Magic, contient de chansons identiques[pas clair]. Connie est apparue en public pour promouvoir l'album et a fait plusieurs tournées à travers le monde. Les critiques[Lesquelles ?] ont décrit la voix de Connie comme « douce »[réf. nécessaire].
En dépit du fait que Connie ne parle que du côté positif de la célébrité, ses parents décrivent le côté plus négatif : ils ont dû changer de numéro de téléphone et engager un garde du corps pour leur fille.
Son troisième album Connie Talbot's Holiday Magic est sorti le 13 octobre 2009 par AAO Music, il contient quelques enregistrements issus de l'album précédent ; mais aussi de nouveaux enregistrements. L'album est sorti après que Connie a été nommé ambassadrice de la campagne Toys of Tots, et une partie des bénéfices a été reversée à l'organisation.
Durant l'année 2010-2011, Connie se fait remarquer en postant sur le site YouTube plusieurs vidéo-maison, avec des reprises telles que Someone Like You d'Adele, Firework de Katy Perry ou encore Grenade de Bruno Mars. Someone Like You remportera un succès assez important puisque sa chaîne YouTube cumule aujourd'hui plus de 75 millions de vues.
De décembre 2011 à mars 2014, elle participe aux tournées britannique de l'association Young Voices (association qui réunit les chorales des différentes écoles d'Angleterre) en tant qu'invitée permanente, aux côtés de Randolph Matthews et de The High Kings, chantant dans les plus grandes salles de concert d'Angleterre telles que LG Arena de Birmingham, le Motorpoint Arena de Sheffield, le Manchester Arena de Manchester, et The O2 Arena de Londres.
Le 5 décembre 2011 est sortie en téléchargement légal sur iTunes une chanson appelée Beautiful World. Il s'agit d'une chanson qu'elle a écrite elle-même à l'âge de sept ans.
Son quatrième album, Beautiful World, est sorti le 26 novembre 2012 en téléchargement et CD. Il contient 13 chansons et la version CD contient un bonus.
Connie chante également dans le jeu vidéo Rain, sur la musique Clair de Lune de Debussy, qui est sorti le 2013 sur PS3, Xbox 360, PS4 et Xbox One.
En novembre 2014, Connie a fait une nouvelle tournée asiatique, nommée Connie's Gravity Tour.
Malgré son succès grandissant, Connie continue d'aller à l'école, et vit à Streetly avec sa famille.

## Discographie
- 2007 : Over the Rainbow
- 2008 : Over The Rainbow New Edition CD et Asian Version CD
- 2008 : Connie Talbot's Christmas Album
- 2009 : Connie Talbot's Holiday Magic
- 2012 : Beautiful World
- 2016 : Matters to Me

## Records

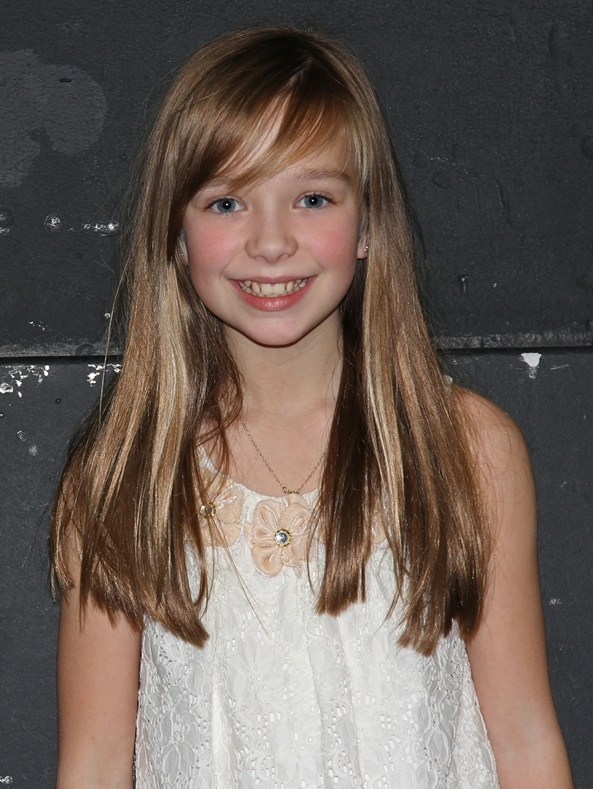
Connie Talbot, 2011.

Connie a été nommée dans le Livre Guinness des records 2009 pour être la plus jeune chanteuse à avoir reçu un disque d'or, 18 jours après son septième anniversaire. Elle détient aussi le record de la plus jeune artiste à avoir placé un titre au top des charts anglais.
Le 6 mars 2012, pour marquer le 15e anniversaire de l'association Young Voices, Connie a atteint un nouveau record du monde : 6031 écoliers anglais l'ont rejointe sur la scène de The O2 Arena à Londres, pour devenir le plus grand nombre de choristes jamais atteint à accompagner une chanteuse dans un lieu public.